# Elecciones parlamentarias de Lituania de 1922
Las elecciones parlamentarias de Lituania de 1922 tuvieron lugar en los días 10 y 11 de octubre del mencionado año con el objetivo de elegir a los 78 integrantes de la primera legislatura del Seimas de la República de Lituania para el período 1922-1925, que a su vez investiría al gobierno encabezado por un primer ministro. Se trató de las segundas elecciones nacionales en la historia de Lituania, así como las primeras elecciones parlamentarias regulares bajo la constitución de 1922, sancionada por el Seimas constituyente elegida en 1920, que proclamaba a Lituania como una república parlamentaria.
Se trató de las primeras elecciones que tenían lugar después de la guerra polaco-lituana y el fin de las Guerras de Independencia de Lituania, que habían dificultado la capacidad de Lituania para ejercer control efectivo sobre su territorio reclamado. En ese momento, una buena porción de las áreas reclamadas (incluyendo Vilna, proclamada como capital de Lituania) se encontraban en manos de Polonia, por lo que los comicios no pudieron tener lugar ahí. Del mismo modo, las tensiones habían retrasado el reconocimiento internacional de Lituania como Estado independiente, el cual comenzó a llegar progresivamente durante los siguientes años, con la mayoría de los países del mundo otorgándolo para 1922. A pesar de haber perdido el control de Vilna, la situación internacional de Lituania al momento de la sanción de la constitución de 1922 parecía haberse estabilizado. De este modo, los comicios de 1922 estuvieron signados por la política interna.
Desde el estallido de la guerra con Polonia imperaba la ley marcial, empleada en gran medida para reprimir a los activistas de la minoría polaca pero también utilizada para reprimir la disidencia. El conservador «Bloque Demócrata Cristiano» compuesto por el Partido Demócrata Cristiano Lituano (LKDP) y sus dos organizaciones satélite, la Federación Lituana del Trabajo y la Asociación de Agricultores, gozaba de una mayoría absoluta y gobernaba con Ernestas Galvanauskas como primer ministro desde enero de ese año, después de la ruptura con la Unión Campesina (VS) de Kazys Grinius. Aunque todos los partidos legales tenían su origen en el Renacimiento Nacional Lituano y habían cooperado previamente para alcanzar la independencia, el Bloque Demócrata Cristiano comenzó a verse cada vez más aislado dentro del espectro político por las críticas de los demás partidos al autoritarismo del gobierno y sus políticas demasiado favorables a la Iglesia católica. La Unión Campesina, el Partido Socialdemócrata Lituano (LSDP) y el Partido Democrático Popular Socialista de Lituania (aliado de la VS) centraron su campaña en el levantamiento de la ley marcial, la secularización y la democratización definitiva, aunque se enfrentaron entre sí constantemente. Mientras tanto, el bolchevique Partido Comunista de Lituania, prohibido desde la guerra lituano-soviética, comenzó su reorganización y, a las órdenes de Moscú, presentó listas bajo el nombre «Grupo de los Trabajadores».
Las elecciones representaron una dura debacle para el Bloque Demócrata Cristiano, que perdió su mayoría absoluta en el Seimas. El LKDP fue aun así el partido más votado y con más escaños, pero perdió dos quintos de los votos que había obtenido en 1920 y logró solo el 17,11% de los votos y 15 escaños. Sus aliados, la DLF y la ŪS, lograron retener un cierto apoyo con 11 y 12 escaños para cada uno, pero el derrumbe del LKDP los privó de su mayoría. Sin embargo, a la oposición de izquierda moderada no le fue mucho mejor. La VS retuvo el segundo puesto con un 16,84% y 14 escaños, y el LSDP obtuvo el 10,42% de los votos y 11 escaños, estancándose ambos partidos en sus resultados de 1920, mientras que el LSLDP se derrumbó y obtuvo solo 5 escaños, la mayoría por medio de alianzas con la VS. En conjunto, el comunista Grupo de los Trabajadores logró ingresar al Seimas y obtuvo un 6,40% de los votos y 5 escaños, lo que junto con 1990 se mantienen como las únicas dos ocasiones en las que el Partido Comunista obtuvo escaños en un legislativo lituano libremente electo. La Unión Judía Democrática se había disuelto y los partidos de la minoría judía compitieron por separado, lo que resultó en que la facción judía se redujera de 6 a 3 escaños, todos obtenidos por el Grupo Sionista por la Nación y la Autonomía.
El proceso del escrutinio estuvo marcado por irregularidades y por la controversia en torno a los escaños de la minoría polaca. El sistema de representación proporcional por listas con un método de cálculo por cocientes controlado por la Comisión Electoral Suprema produjo una serie de desbalances entre el voto popular y la distribución de escaños que, sumado a lo caótico del período parlamentario subsiguiente, ha provocado que sea muy difícil saber a cierta ciencia el reparto de escaños final por circunscripción. El Comité Electoral Central Polaco experimentó un pequeño crecimiento de votos respecto a 1920, cantidad que debería haberles servido para obtener una representación de al menos 5 escaños. Sin embargo, la Comisión solo declaró electos al sacerdote Bronisław Laus y a Kazimierz Wołkowycki, del «Grupo de Trabajadores y Campesinos Polacos», reduciendo la facción polaca a 2 escaños. Laus y Wołkowycki denunciaron un fraude electoral en su contra y anunciaron que boicotearían el Seimas.
Con los resultados oficiales, el Bloque Demócrata Cristiano tenía 38 de los 78 escaños, mientras que la oposición sumaba 40 escaños entre la VS, el LSDLP, el LSDP, los comunistas y los partidos de minorías. La cuestión de los escaños polacos y el boicot de Laus y Wołkowycki produjo un empate entre el oficialismo y la oposición, con 38 escaños para cada uno. El ejecutivo de Galvanauskas se mantuvo de este modo en el poder, a pesar de no gozar de la confianza parlamentaria requerida, y Aleksandras Stulginskis fue reelegido como presidente en diciembre solo con los votos del Bloque Demócrata Cristiano, a pesar de la ausencia de una mayoría absoluta y con dudas sobre su constitucionalidad. El gobierno aprovechó el margen de maniobra ejecutivo para instigar exitosamente la revuelta de Klaipėda en enero de 1923 y recuperar para Lituania la región de Memel, una de sus reclamaciones territoriales. El 13 de marzo de 1923, Laus y Wołkowycki se presentaron a la sesión y dejaron oficialmente al gobierno sin mayoría. Stulginskis respondió disolviendo el Seimas después de tan solo cuatro meses de su primera sesión y convocando a elecciones para mayo. Como resultado, la primera legislatura del Seimas de Lituania fue también la más corta de su historia.

## Contexto
Las elecciones de 1920, que tuvieron como objetivo elegir al Seimas constituyente encargado de redactar la primera carta magna definitiva para la Lituania independiente, resultaron en una amplia victoria para el «Bloque Demócrata Cristiano», coalición entre el Partido Demócrata Cristiano Lituano (LKDP), la Federación Lituana del Trabajo (DLF) y la Asociación de Agricultores (ŪS), que en conjunto logró sumar 59 de los 112 escaños en disputa. Los demócratas cristianos formaron un gobierno de coalición con el «Bloque Popular Campesino» compuesto por las facciones del disuelto Partido Democrático de Lituania, la Unión Campesina (VS) y el Partido Democrático Popular Socialista de Lituania (LSLDP), lo que garantizó un amplio consenso legislativo sobre la mayoría de las medidas adoptadas en ese momento. El líder de la VS, Kazys Grinius, asumió como primer ministro al frente del primer gabinete parlamentario en la historia lituana. La mayor oposición la ocupó el Partido Socialdemócrata Lituano (LSDP), mayor facción parlamentaria sin bloque. El cuerpo electo fue una de las legislaturas más jóvenes en la historia de Lituania, con una edad promedio de 36 años entre sus miembros y casi un 30% teniendo menos de treinta años al momento de su elección. El Seimas constituyente vio detenida su actividad a finales de 1920 y hasta principios de 1921 por la escalada de la guerra polaco-lituana, que resultó en la pérdida definitiva del control sobre amplias regiones del territorio que Lituania reclamaba como propio, incluyendo la capital, Vilna. Durante este período, operó el «Pequeño Seimas» compuesto por el presidente y algunos miembros del Seimas constituyente. Como consecuencia de la guerra, el gobierno declaró la ley marcial y puso a Kaunas, la capital provisional, bajo estado de sitio, eliminando algunas de las libertades políticas previstas en la constitución provisional y las leyes vigentes hasta que se resolvieran los conflictos bélicos.
El final de las Guerras de Independencia de Lituania y el progresivo reconocimiento internacional al Estado lituano permitieron que, a partir de 1921, el clima político pudiera enfocarse más en los asuntos internos. El consenso que había rodeado al proceso de reforma agraria iniciado en 1919 para flexibilizar la economía rural, la realización de las elecciones y la cohesión política en tiempos de guerra llegó a su fin a medida que se agitaban los debates religiosos, institucionales y étnicos. En principio, la ley marcial se había empleado con la excusa de reprimir la propaganda contra el Estado impulsada por grupos representantes de minorías (en particular los polacos) o por los comunistas bolcheviques en el marco de las guerras. Sin embargo, la legislación represiva se mantuvo después de terminado el conflicto y comenzó a utilizarse para reprimir la disidencia, lo que desató críticas. Simultáneamente, el Bloque Demócrata Cristiano impulsó la instauración constitucional de principios católicos en la constitución propuesta, lo que le valió un encendido rechazo por parte del Bloque Popular Campesino, que abogaba por la secularización estatal. Los demócratas cristianos también buscaron restablecer las propiedades de la Iglesia católica que habían sido expropiadas cuando el país estaba bajo control del Imperio ruso, decisión que no contaba con el apoyo de los partidos liberales. En enero de 1922, el Bloque Demócrata Cristiano empleó su mayoría para votar unilateralmente la restitución, lo que condujo a que el Bloque Popular Campesino abandonara el gobierno. Grinius dimitió como primer ministro y fue sucedido por Ernestas Galvanauskas, apoyado únicamente por los demócratas cristianos.
Pese a los conflictos que sucedieron durante el período, el Seimas constituyente aprobó una larga serie de medidas legislativas que sentarían las bases perdurables para la Lituania de entreguerras. El 15 de febrero de 1922, el Seimas constituyente aprobó casi por unanimidad la Ley de Reforma Agraria, codificando el proceso ya reclamado e iniciado en 1919. Fue una reforma que duró una década y nacionalizó las tierras propiedad de la nobleza y las distribuyó entre los voluntarios que lucharon en las Guerras de la Libertad y entre los campesinos que poseían muy poca o ninguna tierra. De esta manera, la agricultura de Lituania se basó en pequeñas explotaciones (20-50 hectáreas). A lo largo de los años, se distribuyeron 459.000 hectáreas de tierra a más de 65.000 personas. A la nobleza se le permitiría conservar 80 hectáreas de tierra y se le reembolsó un promedio de 27 litas por hectárea (equivalente a 2,70 dólares estadounidenses según el tipo de cambio de 1922) por las tierras nacionalizadas. Las personas que recibieron tierras, excepto los voluntarios, debían pagarlas durante 36 años.
El 19 de julio de 1922 el Seimas constituyente sancionó la primera constitución definitiva de Lituania y esta entró en vigor el 1 de agosto. La misma definió formalmente a Lituania como una república parlamentaria y una democracia siguiendo el modelo de Francia. Como tal, la constitución confería buena parte de los poderes al Seimas, habilitándolo a elegir al presidente y al Gabinete, encabezado por el primer ministro. El Seimas debía ser elegido democráticamente para un mandato máximo de tres años. La constitución se consideró progresista para su época y salvaguardaba las libertades individuales de expresión, fe y conciencia, la igualdad ante la ley y el sufragio universal para adultos sin distinción de género. Sin embargo, la mayoría de los demócratas cristianos quedó evidenciada en buena parte del texto. Se preveía la educación religiosa obligatoria y el preámbulo comenzaba con las palabras «En el nombre de Dios Todopoderoso». Por tal motivo, muchos representantes de las minorías y los miembros del Bloque Popular Campesino no votaron el texto definitivo. Sancionadas tanto la constitución como una nueva ley electoral, el Seimas constituyente se disolvió el 6 de octubre para convocar a las primeras elecciones parlamentarias bajo el nuevo texto.

## Sistema electoral

### Reglas electorales
Los comicios fueron los primeros en realizarse bajo la constitución y la Ley Electoral aprobados ambos por el Seimas constituyente el 19 de julio de 1922. Bajo los lineamientos constitucionales vigentes, Lituania era una república parlamentaria y democrática, con el Seimas elegido a cargo de elegir al presidente de la República, y a su vez investir en el poder un gabinete encabezado por un primer ministro. Bajo las disposiciones de la ley, todos los ciudadanos lituanos mayores de veintiún años de ambos sexos tendrían derecho a votar. Se eliminó la disposición que había habilitado el voto a partir de los diecisiete años para el personal militar en 1920. El Seimas elegido tendría un mandato máximo de tres años, pero podía ser disuelto por el presidente para convocar inmediatamente a elecciones anticipadas si las circunstancias lo requerían.
De acuerdo con la ley electoral, el Seimas era elegido por un sistema de escrutinio proporcional plurinominal con listas cerradas. A cada una de las circunscripciones electorales se les asignó un número de escaños determinado de acuerdo a su población, a la razón de un representante por cada 25.000 habitantes, y  por las cuales se postularían listas presentadas por partidos políticos o grupos de candidatos independientes (que recibieron el nombre de kuopa). Para poder presentar una lista, los potenciales candidatos debían presentar las adhesiones o firmas de al menos cincuenta votantes en cada circunscripción. Inicialmente, la votación estaba diseñada para tener lugar sólo un día, pero antes de la realización de los comicios se modificó la ley electoral para permitir dos días de votación (con posibilidad de un tercer día de votación). En la ciudad de Kelmė se celebraron tres días de votación.
Los candidatos debían ser ciudadanos lituanos en pleno uso de sus derechos civiles y políticos, tener al menos veinticuatro años cumplidos para la fecha final de presentación de listas electorales y no haber sido condenados por ningún delito que «atente contra la dignidad» o condenados por delitos de traición, aunque en esos casos se excluía a los condenados por tribunales extranjeros, tampoco podían presentarse los exconvictos si no habían pasado al menos tres años desde el cumplimiento de su condena. Los comandantes militares y otros funcionarios del personal militar no podían presentar su candidatura mientras estuvieran en servicio activo.
Al igual que con la ley provisional empleada para la elección del Seimas constituyente, las elecciones serían administradas por una Comisión Electoral Suprema, designada por el Gabinete de Ministros y aprobada por el presidente de Lituania, la cual a su vez establecía comisiones electorales por distrito para la administración a nivel circunscripcional. La Comisión Electoral Suprema estaba formada por un presidente y cuatro miembros. Supervisaba el desarrollo de las elecciones, nombraba a los presidentes de las comisiones electorales de distrito, examinaba y resolvía las quejas de las comisiones electorales de distrito, determinaba el número de escaños del Seimas elegidos en cada distrito, compilaba una lista de miembros electos del Seimas y lo anunciaba públicamente.

### Circunscripciones parlamentarias
La ley electoral demarcó las fronteras de las circunscripciones electorales. Las circunscripciones debían reunir a los distintos condados de Lituania y respetar sus fronteras. Debido a que la nueva ley electoral preveía un diputado por cada 25.000 habitantes, y no 15.000 como lo había previsto la ley provisional bajo la que se eligió al Seimas constituyente, el nuevo Seimas pasó de tener 112 escaños en las circunscripciones donde se celebró la elección a tener 78. A continuación, se muestran las circunscripciones electorales. En gris claro aquellas donde se realizaron comicios en 1922, y en gris oscuro las áreas en reclamación o donde no se pudieron realizar las elecciones. A diferencia de 1920, en esta ocasión la ley electoral no previó un número de escaños para las circunscripciones en reclamación.
| Mapa | Circunscripción | Escaños |
| ---- | --------------- | ------- |
|      | I               | 12      |
| II   | 15              |         |
| III  | 11              |         |
| IV   | 9               |         |
| V    | 18              |         |
| VI   | 13              |         |
| VII  | No designado    |         |
| VIII | No designado    |         |
| IX   | No designado    |         |
| X    | No designado    |         |

## Resultados

### Nivel general
|  | 17.11 % |

|  | 16.84 % |

|  | 12.44 % |

|  | 12.07 % |

|  | 10.42 % |

|  | 6.40 % |

|  | 4.27 % |

|  | 4.05 % |

|  | 2.07 % |

|  | 1.74 % |

|  | 1.39 % |

|  | 1.35 % |

|  | 1.16 % |

|  | 1.05 % |

|  | 1.05 % |

|  | 0.98 % |

|  | 0.88 % |

|  | 0.65 % |

|  | 0.52 % |

|  | 0.51 % |

|  | 0.48 % |

|  | 0.26 % |

|  | 0.18 % |

|  | 0.17 % |

|  | 0.14 % |

|  | 0.14 % |

|  | 0.13 % |

|  | 0.11 % |

|  | 0.08 % |

|  | 0.03 % |

|  | 0.01 % |

|  | 1.31 % |

|  | 100.00 % |

### Resultados por circunscripción
|  | 19.10 % |

|  | 18.24 % |

|  | 15.96 % |

|  | 11.21 % |

|  | 10.51 % |

|  | 6.46 % |

|  | 4.22 % |

|  | 2.95 % |

|  | 2.72 % |

|  | 2.65 % |

|  | 1.85 % |

|  | 1.51 % |

|  | 1.15 % |

|  | 1.85 % |

|  | 0.27 % |

|  | 0.12 % |

|  | 0.12 % |

|  | 100.00 % |

|  | 14.80 % |

|  | 11.47 % |

|  | 10.72 % |

|  | 10.19 % |

|  | 9.13 % |

|  | 7.63 % |

|  | 5.81 % |

|  | 6.65 % |

|  | 6.55 % |

|  | 4.82 % |

|  | 4.55 % |

|  | 1.57 % |

|  | 1.52 % |

|  | 1.15 % |

|  | 0.77 % |

|  | 0.70 % |

|  | 0.69 % |

|  | 0.63 % |

|  | 0.42 % |

|  | 100.00 % |

|  | 17.18 % |

|  | 15.51 % |

|  | 14.57 % |

|  | 11.95 % |

|  | 6.56 % |

|  | 6.50 % |

|  | 4.85 % |

|  | 4.07 % |

|  | 3.87 % |

|  | 3.69 % |

|  | 2.04 % |

|  | 2.03 % |

|  | 1.41 % |

|  | 0.91 % |

|  | 0.51 % |

|  | 100.00 % |

|  | 24.43 % |

|  | 17.47 % |

|  | 12.91 % |

|  | 11.30 % |

|  | 10.49 % |

|  | 7.30 % |

|  | 4.05 % |

|  | 3.13 % |

|  | 2.71 % |

|  | 1.83 % |

|  | 1.28 % |

|  | 0.92 % |

|  | 0.37 % |

|  | 0.34 % |

|  | 0.30 % |

|  | 0.28 % |

|  | 0.24 % |

|  | 100.00 % |

|  | 19.32 % |

|  | 16.22 % |

|  | 14.08 % |

|  | 13.32 % |

|  | 12.24 % |

|  | 6.44 % |

|  | 4.17 % |

|  | 6.56 % |

|  | 4.07 % |

|  | 3.87 % |

|  | 4.04 % |

|  | 2.92 % |

|  | 1.36 % |

|  | 1.31 % |

|  | 0.70 % |

|  | 0.67 % |

|  | 0.62 % |

|  | 0.60 % |

|  | 0.60 % |

|  | 0.42 % |

|  | 0.41 % |

|  | 0.35 % |

|  | 0.13 % |

|  | 0.12 % |

|  | 100.00 % |

|  | 21.39 % |

|  | 21.22 % |

|  | 10.84 % |

|  | 9.99 % |

|  | 7.83 % |

|  | 7.34 % |

|  | 5.96 % |

|  | 4.47 % |

|  | 3.08 % |

|  | 2.15 % |

|  | 2.11 % |

|  | 1.22 % |

|  | 1.00 % |

|  | 0.64 % |

|  | 0.36 % |

|  | 0.21 % |

|  | 0.15 % |

|  | 0.04 % |

|  | 100.00 % |